# Sabrin Sburlea
Sabrin Sburlea (ur. 12 maja 1989 w Sânnicolau Mare) – rumuński piłkarz grający na pozycji napastnika. Od 2014 roku jest bez klubu.

## Kariera klubowa
Karierę piłkarską Sburlea rozpoczął w szkole piłkarskiej Școala de Fotbal Gică Popescu. W 2006 roku przeszedł do zespołu FC Brașov. Zadebiutował w nim 12 sierpnia 2006 w meczu z FC Botoșani (2:1). W 2008 roku awansował z Brașovem z drugiej do pierwszej ligi rumuńskiej. W rumuńskiej pierwszej lidze swój debiut zanotował 26 lipca 2008 w zwycięskim 1:0 domowym meczu z Unireą Urziceni. W zespole z Braszowa grał do końca sezonu 2009/2010.
W 2010 roku Sburlea odszedł z Braszowa do Rapidu Bukareszt. W Rapidzie zadebiutował 23 lipca 2007 w wygranym 2:0 domowym meczu z FC Vaslui. W 2012 roku przeszedł do FC Vaslui. W 2014 roku rozwiązał z Vaslui swój kontrakt.
| Sezon   | Klub            | Kraj    | Rozgrywki | Mecze | Bramki |
| ------- | --------------- | ------- | --------- | ----- | ------ |
| 2006/07 | FC Brașov       | Rumunia | Liga II   | 21    | 1      |
| 2007/08 | FC Brașov       | Rumunia | Liga II   | 33    | 16     |
| 2008/09 | FC Brașov       | Rumunia | Liga I    | 22    | 4      |
| 2009/10 | FC Brașov       | Rumunia | Liga I    | 31    | 5      |
| 2010/11 | Rapid Bukareszt | Rumunia | Liga I    | 24    | 3      |
| 2011/12 | Rapid Bukareszt | Rumunia | Liga I    | 15    | 0      |
| 2012/13 | FC Vaslui       | Rumunia | Liga I    | 13    | 2      |
| 2013/14 | FC Vaslui       | Rumunia | Liga I    | 1     | 0      |

## Kariera reprezentacyjna
W swojej karierze Sburlea występował w reprezentacji Rumunii U-21. W dorosłej reprezentacji zadebiutował 8 lutego 2011 roku w zremisowanym 2:2 towarzyskim meczu z Ukrainą (w karnych Ukraina wygrała 4:2).
| Mecze i gole w reprezentacji | Mecze i gole w reprezentacji | Mecze i gole w reprezentacji | Mecze i gole w reprezentacji | Mecze i gole w reprezentacji | Mecze i gole w reprezentacji | Mecze i gole w reprezentacji |
| #                            | Data                         | Stadion                      | Rywal                        | Wynik                        | Gol                          | Rozgrywki                    |
| 2011                         | 2011                         | 2011                         | 2011                         | 2011                         | 2011                         | 2011                         |
| ---------------------------- | ---------------------------- | ---------------------------- | ---------------------------- | ---------------------------- | ---------------------------- | ---------------------------- |
| 1.                           | 08.02.2011                   | Paralimni, Cypr              | Ukraina                      | 2:2 k. 2:4                   | 0                            | towarzyski                   |